# Gammelt Metal - nye Varer
Gammelt Metal - nye Varer er en dansk propagandafilm fra 1942, der er instrueret af Theodor Christensen efter eget manuskript.

## Handling
Propaganda i effektfulde billeder fra metalindsamlingen 1942.